# Grameen Foundation
Grameen Foundation — американская некоммерческая организация, базирующаяся в Вашингтоне. Основана в 1997 году как Grameen Foundation USA для распространения микрофинансовой модели бангладешского Grameen Bank во всём мире через глобальную сеть партнёрских учреждений. Лауреат Нобелевской премии мира Мухаммад Юнус долгое время входил в совет директоров Grameen Foundation, а теперь является почётным директором фонда. Главной целью Grameen Foundation является борьба с бедностью среди сообществ развивающихся стран. Фонд — крупный провайдер различных мобильных приложений и программного обеспечения, которые помогают бедным в различных аспектах жизни. 

## Деятельность
Grameen Foundation не работает непосредственно с микрофинансовыми программами, он предоставляет средства и другую техническую помощь местным микрофинансовым учреждениям, которые работают с конечным получателем кредита. Также фонд выступает кредитным поручителем своих региональных партнёров, которые стремятся привлечь средства из других источников, улучшает их информационные системы через общедоступное программное обеспечение Mifos X, обучает и консультирует персонал. 
Кроме того, Grameen Foundation распространяет через партнёров различные мобильные приложения, позволяющие бедным улучшить свои здоровье, финансы или урожаи, продвигает масштабные образовательные и деловые программы для бедных. В 2005 году Grameen Foundation и Nokia запустили совместный проект по продвижению доступных телекоммуникаций в африканские деревни. В 2007 году Grameen Foundation и Abdul Latif Jameel Group создали совместное предприятие Grameen-Jameel Microfinance для финансирования бедняков на Ближнем Востоке, в Северной Африке и Турции. 

## Награды и премии
В 2005, 2006 и 2007 году Grameen Foundation удостоился награды от Fast Company/Monitor Social Capitalist, в 2007 году — от Better Business Bureau Wise Giving Alliance и Small Enterprise Education and Promotion (SEEP) Network, в 2009 году — от AfricaCom, в 2010 году — от Forum for Innovative Financial Solutions и Mobile World Congress, в 2011 году — от Global Telecom Business, в 2012 году — от Philanthropedia, в 2013 году — от Computerworld Honors Program, в 2014 году — от Impact Assets 50 и Interaction Awards.